# Facteur chance

Facteur chance est un téléfilm franco-belge réalisé par Julien Seri en 2008 et diffusé le 18 mai 2009 sur TF1.

## Synopsis
Jef, employé à La Poste, se retrouve licencié avec ses collègues par un homme sans scrupules et malhonnête : Gilbert. Le soir, avec ses 2 amis, Tib et Miko, ils vont cambrioler cette poste la veille du jour de l'an mais cela tourne mal : lorsqu'ils rentrent, ils réussissent à trouver l'argent mais le code pour l'ouverture a changé du fait que c'est la veille du jour de l'an et se retrouvent enfermés dans la poste en compagnie d'une jeune femme nommée Luna. Ces 3 protagonistes qui, au début n'ont pas eu une bonne entente avec Luna, devront conjuguer leurs efforts ensemble pour sortir avant l'ouverture de la poste.
Ce téléfilm a été tourné en Belgique, à Alost et dans l'hôtel communal de Schaerbeek.

## Fiche technique
- Réalisateur : Julien Seri
- Scénario, adaptation et dialogues : Philippe Lyon et Julien Seri
- Costumes : Isabelle Bardot
- Décors : Philippe Lambrechts
- Photographie : Michel Taburiaux
- D.I.T : Thierry Cordier
- Musique : David Reyes
- Montage : Claude-France Husson
- Pays :  France -  Belgique
- Genre : comédie
- Durée : 95 minutes
- Date de diffusion : 18 mai 2009 sur TF1

## Distribution
- Edouard Montoute : Miko
- Frédéric Diefenthal : Tib
- Gwendoline Hamon : Mélanie
- Bobo : Jean-Poil
- Estelle Vincent : Luna
- Lorànt Deutsch : Jef
- Bernard Le Coq : Gilbert
- Philippe Bas : Rodolphe
- Antoine Vandenberghe : Flic permanence
- Erico Salamone, Michel Nabokoff et Emmanuel Texeraud : Flics
- Fabien Dariel : Marc
- Astrid Whettnall : Maîtresse de Marc
- Rachid Benbouchta : Gérard
- Georges Saint-Yves : Roger
- Jean-Pierre Denuit : Voisin
- Renaud Rutten : Invité
- Olivier Bonjour et Michel Angely : Chauffeurs poids lourds
- Denis Laujol : René
- Baptiste Sornin : Employé de La Poste
- Clément Manuel : Chef pompier
- Myriam Fuks : Concierge
- Georges Siatidis : Gardien de prison
- Adriana Da Fonseca : Serveuse
- Nikos Aliagas : Lui-même